# Cung điện Tuileries

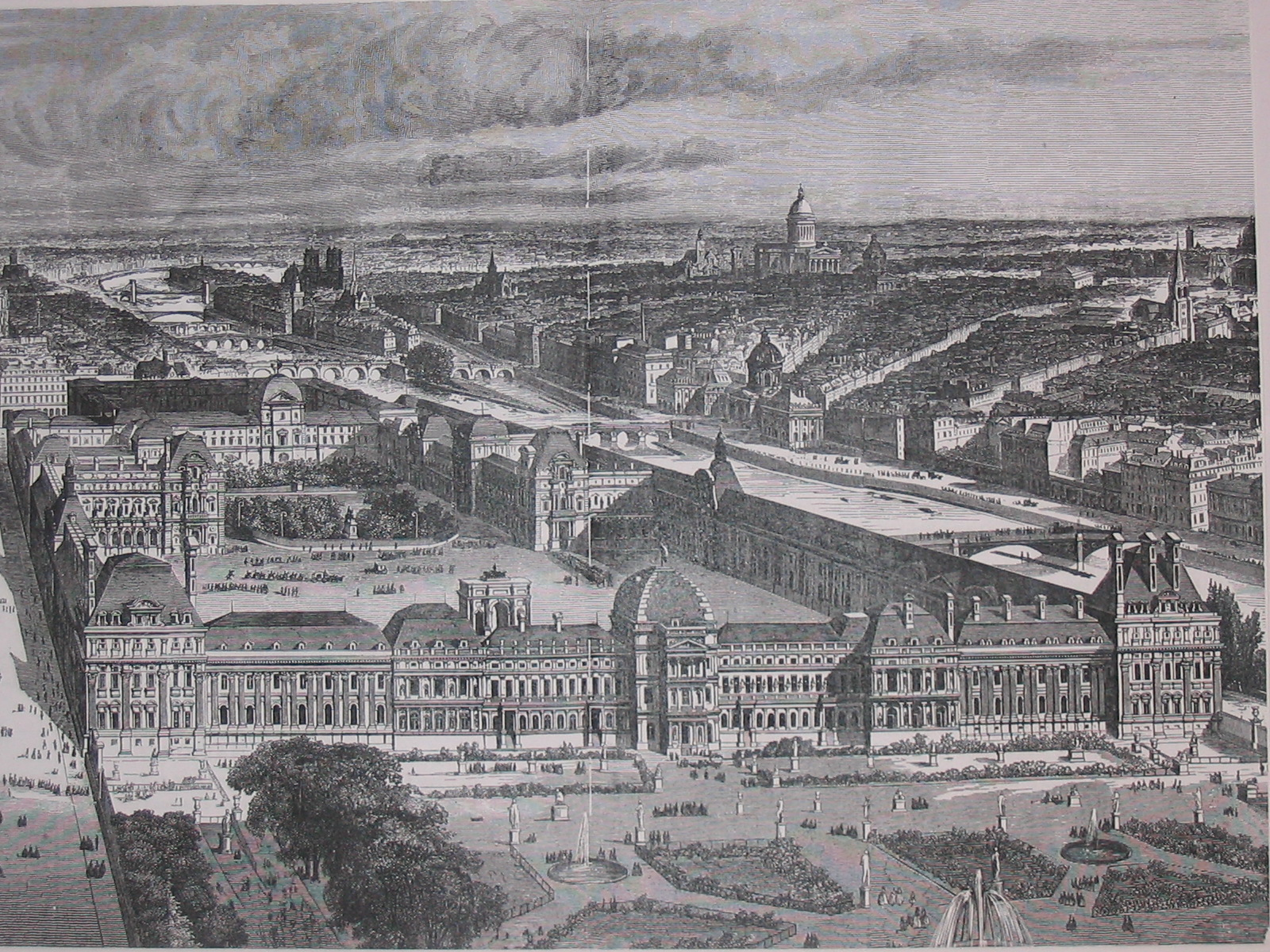
Cung điện Tuileries năm 1857

Cung điện Tuileries (phiên âm Tiếng Việt: Tuy-lơ-ri, Túy Liên) là một cung điện hoàng gia Pháp ở Paris, nhưng hiện nay không còn tồn tại. Bắt đầu được xây dựng từ cuối thế kỷ 16 theo ý của vương hậu Caterina de' Medici, nơi đây trở thành một trong những cung điện hoàng gia quan trọng nhất của Pháp. Tới thời kỳ Công xã Paris, Tuileries bị đốt cháy rồi phá hủy sau đó. Hiện nay, vị trí này là vườn Tuileries.

## Những xây dựng đầu tiên

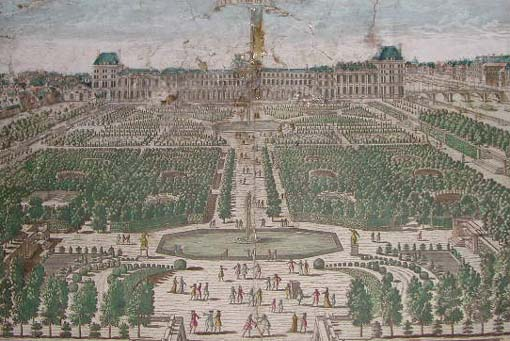
Cung điện và vườn Tuileries cuối thế kỷ 17

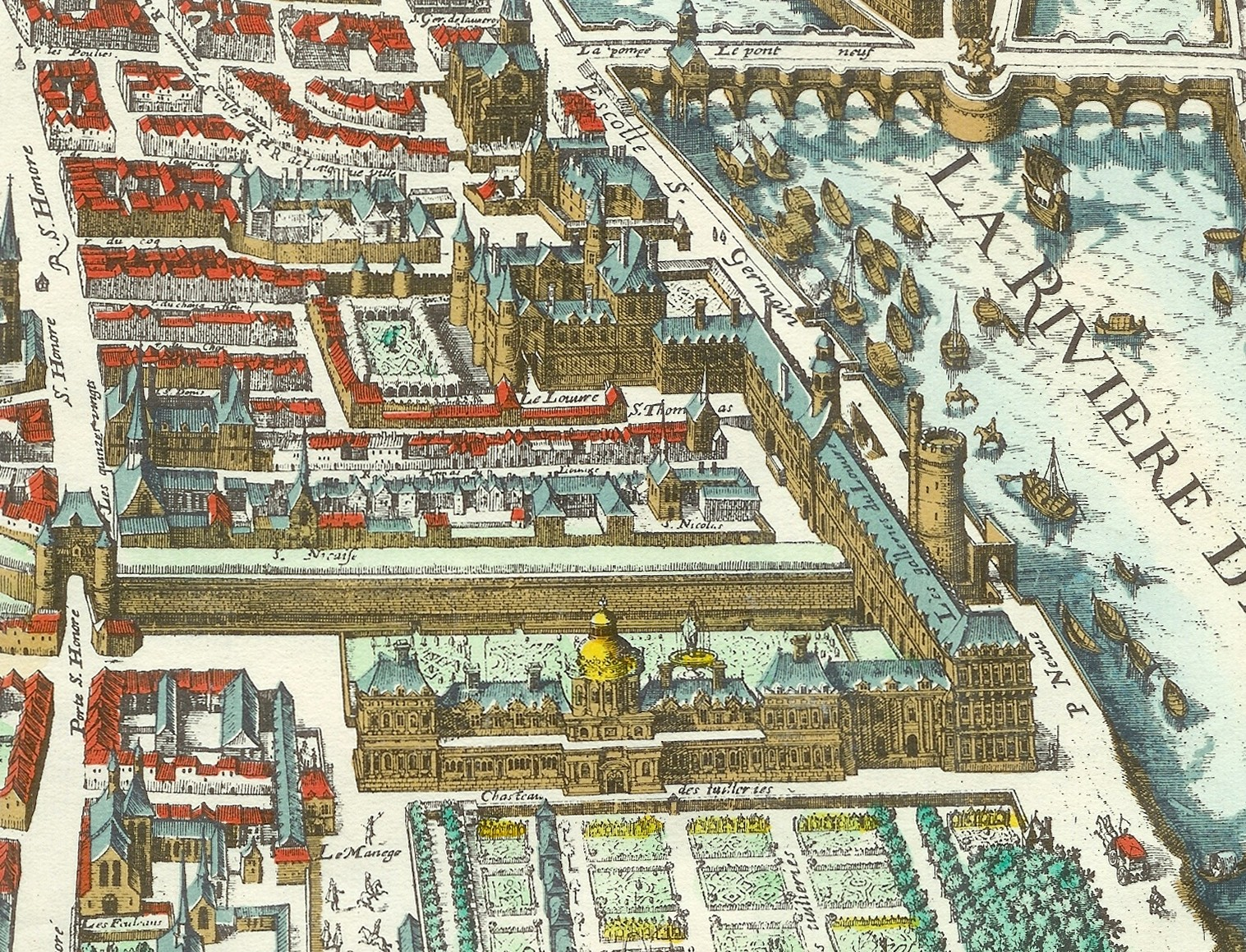
Louvre và Tuileries năm 1615

Vị trí của cung điện Tuileries vốn là một khu đất rộng và xưởng ngói. Vào thế kỷ 14, quan thái thú Paris Pierre des Essarts sở hữu một ngôi nhà và một mảnh đất rộng ở đây. Thế kỷ 16, Neufville de Villeroy, tổng trưởng Tài chính đã xây ở đây một dinh thự và sau đó được François I mua lại để tặng mẹ.
Sau khi vua Henri II mất năm 1559, vương hậu Caterina de' Medici không muốn sống ở điện Tournelles nên mua lại toàn bộ các công trình ở đây. Catherine de Médicis cho san bằng khu vực và yêu cầu hai kiến trúc sư Philibert Delorme và Jean Bullant xây dựng một cung điện nằm ở phía bắc của Louvre, vượt qua bức tường thành của Charles V. Dự án xây dựng ban đầu rất tham vọng: hai tòa nhà lớn song song được nối bằng bốn tòa nhà khác ngắn hơn, tạo thành ba sân vuông bên trong. Nhưng cuối cùng chỉ có tòa nhà phía tây được xây dựng và được gọi là Cung điện Tuileries.
Dãy nhà lớn gồm một tòa cao hơn với kiến trúc vòm ở giữa. Bên trong tòa nhà này có một cầu thang treo vào vòm, được xem như một kiệt tác. Cuối dãy nhà lớn về phía nam lại có một tòa nhà cao hơn, được đặt tên là Bullant, xây năm 1570. Còn phần phía bắc không hoàn thành. Nhưng do mê tín, Catherine de Médicis cuối cùng không sống ở đây mà lại cho xây vội vã một điện khác vào năm 1570, gần nhà thờ Saint-Eustache, chính là Bourse de Commerce ngày nay. Một giai thoại kể lại rằng nhà chiêm tinh Côme Ruggieri đã tiên đoán hoàng hậu sẽ chết "ở gần Saint-Germain", mà cung điện Tuileries lại không xa nhà thờ Saint-Germain-l'Auxerrois.
Dưới thời Charles IX, việc xây dựng cung điện Tuileries dần bị dừng lại. Henri III có tổ chức một vài lễ hội tại Tuileries nhưng không sống ở cung điện này.
Đầu thế kỷ 17, Henri IV quyết định nối Louvre với Tuileries bằng việc xây dựng một hành lang dài dọc sông Seine. Được mang tên Grande-Galerie, công trình này do kiến trúc sư Jacques-Androuet du Cerceau thiết kế và xây dựng trong khoảng từ 1607 tới 1610. Cũng vào thời gian này, phần phía nam của cung điện Tuileries tiếp tục được kéo dài và mang tên Petite-Galerie, dự đinh nối với Grande-Galerie bằng một tòa nhà tên Rivière. Nhưng sau cái chết của Henri IV vào năm 1610, việc xây dựng lại bị bỏ rơi một thời gian dài.
Tới thời Louis XIV, nhà vua quyết định tiếp tục công trình. Hai kiến trúc sư Louis Le Vau và François d'Orbay trong khoảng 1659 tới 1666 đã xây dựng Tuileries thành một công trình đối xứng bắc nam. Sau đó Louis XIV tiếp tục yêu cầu Louis Le Vau cho sửa và xây lại tòa nhà cao ở giữa theo phong cách cổ điển, rộng và cao hơn, vòm cũng lớn hơn. Tương tự, các dãy nhà bên sườn, kể cả Petite-Galerie cũng được xây dựng lại. Đến cuối thế kỷ 17 thì Tuileries có được dáng vẻ mà sẽ tồn tại trong hai thế kỷ sau đó. Tổng thể các cung điện trải dài từ Louvre, tiếp đến một khu nhỏ gồm các ngôi nhà cổ (vị trí Kim tự tháp kính hiện nay), tới quảng trường và sân Carrousel (vị trí của Khải hoàn môn Carrousel), rồi cung điện Tuileries dài 260 mét tới tận quảng trường Concorde ngày nay.
Trong khoảng thời gian trước Cách mạng Pháp, Tuileries từng là nơi ở của nữ công tước Montpensier, thường được gọi là Grande Mademoiselle từ 1638 tới 1652; vua Louis XIV từ 1664 tới 1667; Louis XV từ 1715 tới 1722. Sau khi cung điện Palais-Royal cháy ngày 6 tháng 4 năm 1763, Viện hoàng gia Âm nhạc, tức Nhà hát Quốc gia sau này, cũng được chuyển về Tuileries.

## Cách mạng và Công xã

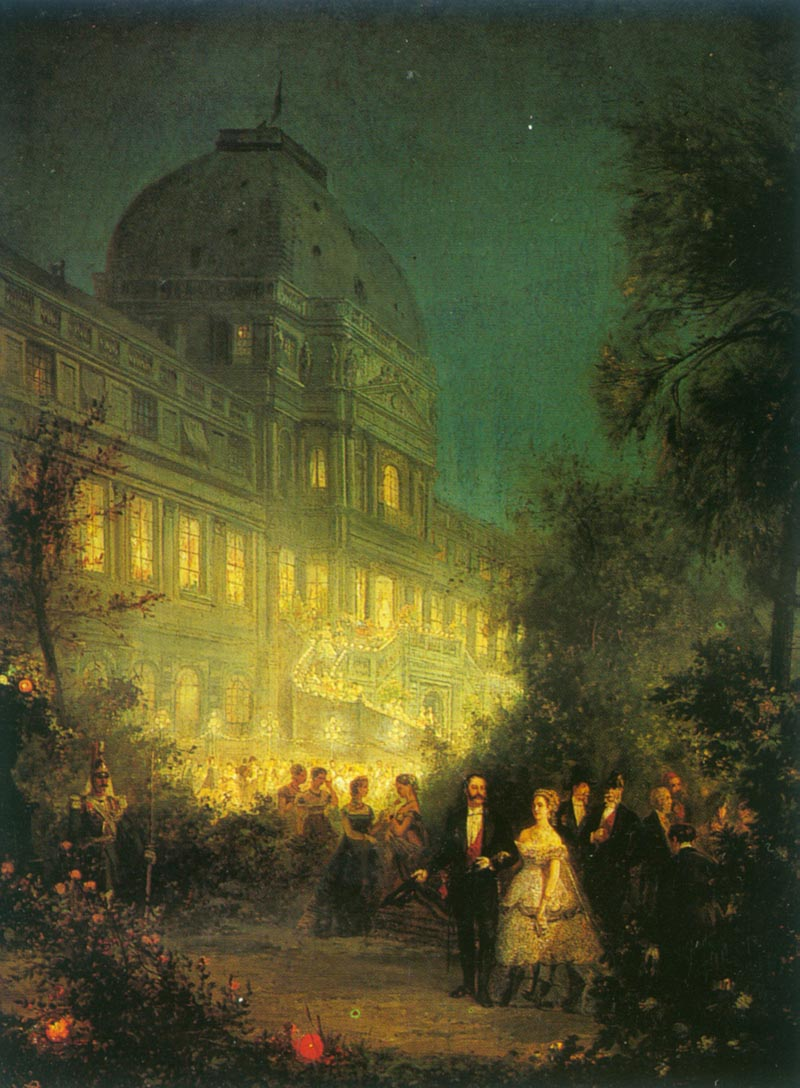
Một dạ hội ở Tuileries thời Đệ nhị đế chế

Một khoảng thời gian dài, các vị vua Pháp không ở Paris mà sống tại lâu đài Versailles. Trong Cách mạng Pháp, ngày 6 tháng 10 năm 1789, Louis XVI, Maria Antonia của Áo cùng hoàng gia bị những người nổi dậy đưa về Tuileries. Trong khoảng 80 năm sau đó, Tuileries là cung điện chính của các vị vua và hoàng đế Pháp, cũng là nơi diễn ra nhiều sự kiện lịch sử quan trọng.
Trong thời kỳ Cách mạng, Marie-Thérèse cùng em trai ở trong phòng của hoàng hậu, Maria Antonia của Áo sống dưới tầng trệt, cạnh vườn, còn Élisabeth - em gái của Louis XVI - ở trên tầng hai. Hoàng gia đã sống ở đây trong ba năm. Tới ngày 21 tháng 6 năm 1791, Louis XVI cùng hoàng tộc bỏ trốn nhưng bị bắt ở Varennes rồi được đưa trở lại Tuileries. Ngày 10 tháng 7 năm 1792, hoàng gia bị buộc phải rời khỏi Tuileries và đầu năm 1793, Louis XVI, Maria Antonia của Áo lần lượt bị xử tử.
Ngày 19 tháng 2 năm 1800, Napoléon Bonaparte đến sống ở Tuileries. Đến ngày 18 tháng 5 năm 1804, Napoléon Bonaparte trở thành hoàng đế thì Tuileries tiếp tục là cung điện hoàng gia. Napoléon sống tại tầng hai tòa nhà phía nam. Tới năm 1806, cung điện có thêm một phòng biểu diễn và một nhà thờ nhỏ. Phần nội thất cũng được hai kiến trúc sư Charles Percier và Pierre-François-Léonard Fontaine sửa lại. Cũng thời gian đó, khải hoàn môn Carrousel được xây dựng.
Ngày 20 tháng 3 năm 1811, con trai của Napoléon Bonaparte và Maria Luidovica của Áo, Napoléon II sinh tại tầng trệt tòa nhà phía nam của cung điện Tuileries. Tới năm 1815, Napoléon Bonaparte rời Tuileries và không bao giờ còn quay lại đây. Louis XVIII đến sống và cũng chết ở Tuileries. Tiếp đó Charles X ở đây cho tới tháng 7 năm 1830. Cung điện không có ai cho tới khi Louis-Philippe I cùng hoàng tộc chuyển tới sống tại tầng trệt tòa nhà phía nam. Trong vòng hơn một năm sau đó, cung điện tiếp tục được hai kiến trúc sư Charles Percier và Pierre-François-Léonard Fontaine tu sửa.
Tới Đệ nhị đế chế, Tuileries là cung điện của Napoléon III. Ngày 29 tháng năm 1853, đây là địa điểm tổ chức lễ cưới của Napoléon III và Eugenia de Montijo. Cung điện tiếp tục được mở rộng và khoảng 1870, lần đầu tiên Tuileries và Louvre được nối thành một tổng thể hoàn chỉnh. Tới ngày 4 tháng 9 năm 1870, Eugénie de Montijo phải rời khỏi Tuileries, những người nổi dậy bao vây cung điện.

## Đốt cháy và phá hủy
Khi Công xã Paris làm chủ khu vực này, Tuileries trở thành địa điểm để tổ chức các buổi "hòa nhạc của những chiến sĩ công xã". Trong hai ngày 22 và 23 tháng 5 năm 1871, các binh lính công xã chuẩn bị dầu, thuốc súng và hắc ín. Ngày 23, họ tẩm các hóa chất cháy đó lên khắp các căn phòng của Tuileries và đốt lửa cháy sáng rực cả cung điện. Gần đến 9 giờ tối, đồng hồ của cung điện ngừng chạy vì lửa. Khoảng 11 giờ, một vụ nổ lớn ở tòa nhà trung tâm, cả vòm nhà chìm trong lửa. Cung điện cháy trong ba ngày. Tới 27 tháng 5, Tuileries chỉ còn trơ lại các bức tường đen.
Từ 1872, đã có nhiều kiến nghị khôi phục lại cung điện. Nhưng tới 1879, Văn phòng nghị sĩ quyết định phá bỏ nốt phần đổ nát còn lại và năm 1883, khu vực này bị san phẳng.
|                       |                              |                        |
| Tuileries khoảng 1865 | Tuileries thời Đệ nhị đế chế | Tuileries sau khi cháy |

## Đồn đại
Một câu chuyện đồn đại liên quan tới cung điện Tuileries. Jean l'écorcheur, một người bán thịt không xa cung điện đã bị Catherine de Médicis xử tử. Trước khi chết, người bán thịt nói: Tôi sẽ trở lại. Nhà chiêm tinh Cosme Ruggieri cũng đã tiên đoán về số phận các chủ nhân của cung điện và cả sự biến mất của Tuileries.
Được biết đến với tên gọi "người đàn ông nhỏ bé màu đỏ của Tuileries", Jean l'écorcheur vẫn lẩn khuất trong cung điện. Tháng 7 năm 1792, vương hậu Maria Antonia của Áo nhìn thấy Jean l'écorcheur và nên quân chủ sụp đổ sau đó. Năm 1815, Napoléon Bonaparte nhìn thấy Jean l'écorcheur và sau đó thất bại trong trận Waterloo. Cuối cùng, Louis XVIII và Charles X cùng gặp "người đàn ông nhỏ bé màu đỏ của Tuileries" vài ngày trước khi Louis XVIII chết.
Ngày 23 tháng 5 năm 1871, khi cung điện bốc cháy, nhiều người khẳng định đã nhìn thấy người đàn ông nhỏ bé màu đỏ lần cuối cùng ở một cửa sổ của Tuileries.

## Dự án xây dựng lại
Vị trí của cung điện Tuileries ngày nay là khu vườn Tuileries, một trong những không gian xanh quan trọng của thành phố Paris. Đã có nhiều ý kiến muốn xây dựng lại cung điện hoàng gia này. Ủy ban quốc gia về xây dựng lại Tuileries theo đuổi mong muốn khôi phục cung điện bằng ngân sách từ các công ty tư nhân. Theo ủy ban này, giá thành xây dựng là 350 triệu euro. Ý tưởng khôi phục cung điện được nhiều sử gia kiến trúc và nghệ thuật cùng một số tổ chức bảo vệ di sản tán đồng.